# Торпеда Говелла
Торпеда Говелла (англ. Howell Automobile Torpedo) — перша самохідна торпеда ВМС США, звана ще Howell Mark I. У 1870 лейтенант командер Джон А. Говелл розробив привод на основі 60-кг маховика, що завдяки обертанню з швидкістю 10.000-12.000 обертів/хвилину приводив у рух гребний гвинт.

## Історія

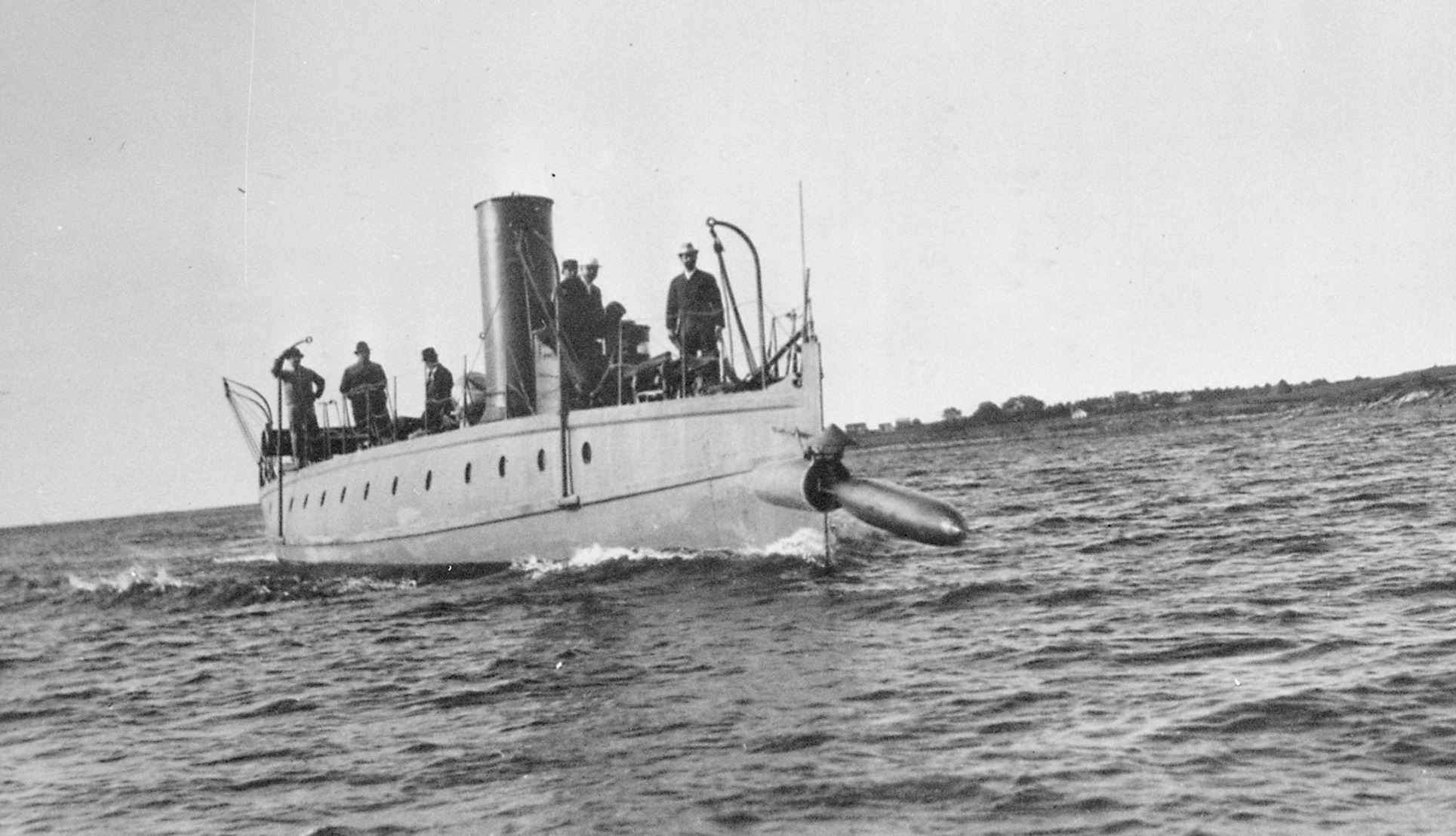
Запуск торпеди Говелла з катера Stilletto. 1890

На перший погляд торпеда Говелла мала дешевшу і простішу конструкцію, але була занадто шумною і стрімко втрачала швидкість, пройшовши певну дистанцію. За допомогою парової машини розкручувався маховик, який таким чином акумулював енергію, маючи значний момент інерції. Завдяки гіроскопічному ефекту маховика торпеда Говелла зберігала прямолінійну траєкторію руху. Зміщення траєкторії контролювалось рулями, глибина занурення маятником, розробленим Вайтгедом. Але Говелл запатентував гіроскопічний ефект і коли Вайтгед для поліпшення дотримання курсу 1895 застосував гіроскоп конструкції австрійського офіцера Людвіга Обрі, подав на нього до суду за порушення патенту, хоча гіроскоп Обрі також був запатентований.
У 1889 було укладено контракт на постачання ВМС США 30 торпед, а 1894 додатково замовлено 20 торпед. Вони перебували на озброєнні у 1895–1903 роках. Торпеду виготовляло підприємство Hotchkiss Ordnance Company
- Вага боєголовки становила 45 кг
- Швидкість 24 вузли перші 182,88 метри (200 ярдів)
- Ефективна дальність перші 400 ярдів (386 м)
- Дальність 731,5 м
- Діаметр 361 мм
- Довжина 3234 мм
- Вага 263,3 кг

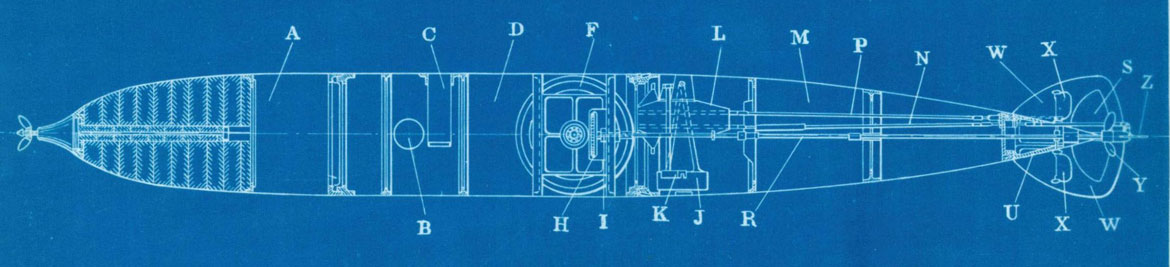
Схема торпеди Говелла. 1896
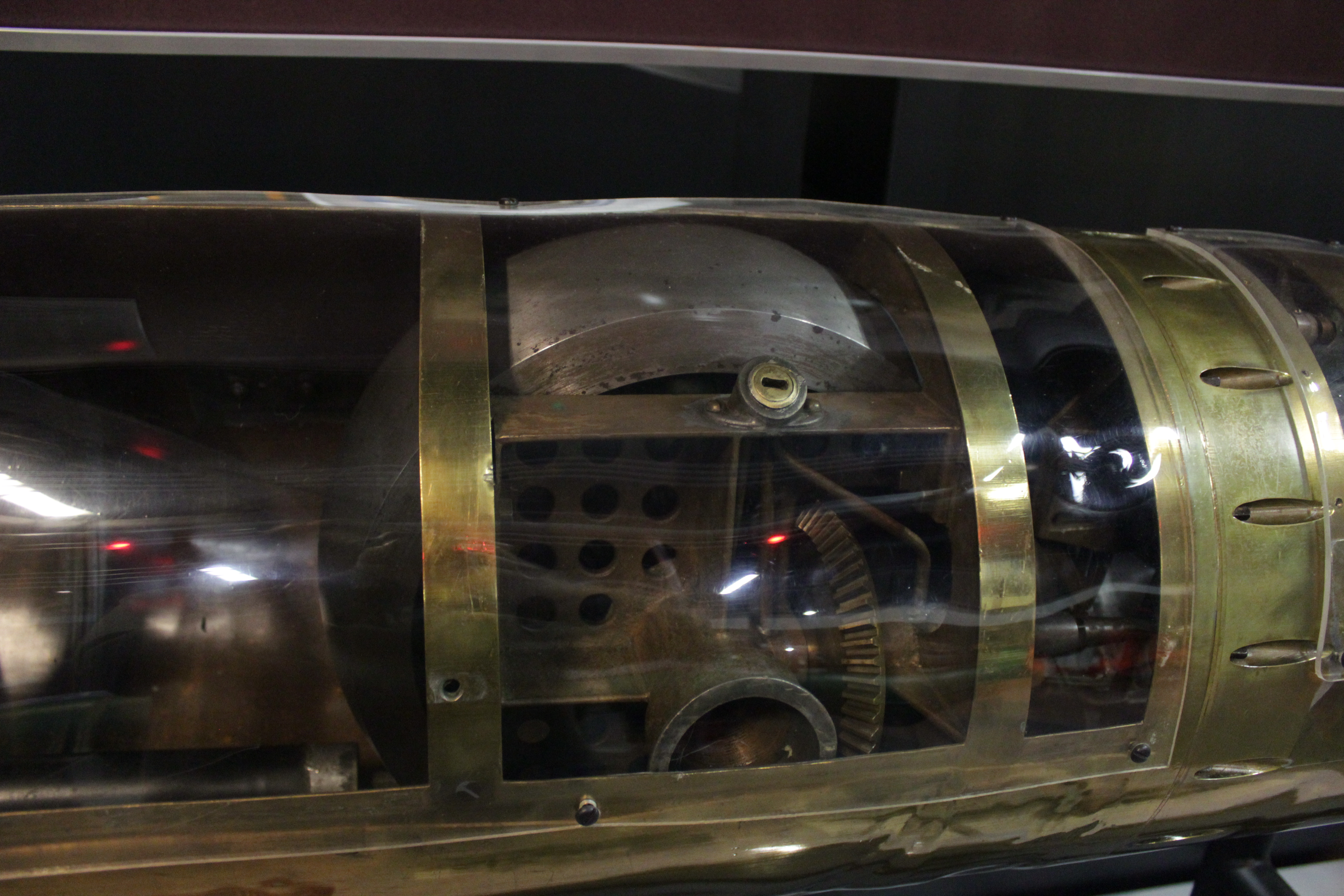
Маховик торпеди
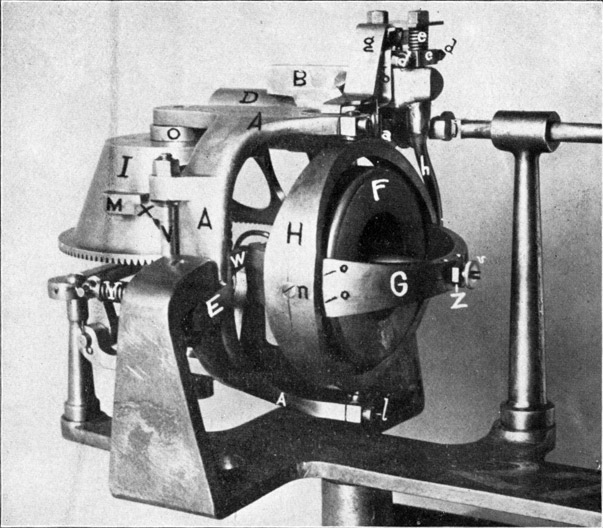
Гіроскоп Обрі